# Papageien (Zeitschrift)
Papageien (Eigenschreibweise PAPAGEIEN) ist eine Fachzeitschrift, die 1988 von Thomas Arndt und Horst Müller gegründet wurde. Es war die erste Zeitschrift, die sich ausschließlich mit dem Thema „Papageienvögel“ beschäftigte.

## Geschichte und Entwicklung
Die Zeitschrift Papageien wurde von Thomas Arndt in den 1980er Jahren entwickelt. Sie wurde anfangs vom Verlag Arndt & Müller, ab 1993 vom Arndt-Verlag herausgegeben. Die Themengebiete umfassen Haltung, Ernährung, Zucht, Krankheiten und Freileben von Papageien und Sittichen sowie Nachrichten und Reisereportagen. Ein Schwerpunkt liegt in der Berichterstattung über den Artenschutz der Papageien. Die Zeitschrift erschien anfangs vierteljährlich, seit 1997 wird sie monatlich herausgegeben und erscheint heute in 28 Ländern weltweit. Herausgeber war Thomas Arndt von 1988 bis 2020. Der Verleger René Wüst ernannte Matthias Reinschmidt im Juni 2020 zum neuen Herausgeber.
Zur Redaktion der Zeitschrift zählen Biologen, Papageienzüchter und Experten mit naturwissenschaftlichem oder veterinärmedizinischem Hintergrund aus dem In- und Ausland. Die Fachkompetenz wird durch einen zusätzlichen Expertenrat gewährleistet, der als fachlicher Beirat für die Redaktion fungiert. Darunter u. a. Thomas Arndt, Michael Lierz, Matthias Reinschmidt, Petra Wolf sowie Auguste von Bayern.
Im Jahr 1999 fand der erste Papageien-Workshop in Kooperation mit dem Loro Parque und der Loro Parque Fundación statt.

## Sonderhefte
Unregelmäßig erscheinen zu verschiedenen Schwerpunkten Sonderhefte.
- 2018 Ernährung
- 2020 Jungvögel

## Sonderheft in englischer Sprache
Unter der Marke „PAPAGEIEN International“ erschien im Jahre 2020 das Sonderheft „SPECIAL ISSUE NUTRITION“. Die redaktionelle Leitung hatte Petra Wolf.